# フェリックス・マルーム
フェリックス・マルーム・ンガクゥートゥー・ベイ＝ンディ（フランス語: Félix Malloum Ngakoutou Bey-Ndi, アラビア語: فيليكس مالوم نجاكوتو بيندي, 1932年9月10日 - 2009年6月12日）は、チャドの政治家、軍人。1975年から1979年までチャドの国家元首、また1978年から1979年まで首相を務めた。

## 人物
チャド軍に入隊し、着々と階級を上げていった。後に軍ナンバー2である参謀総長(ナンバー1は最高司令官である大統領)にまでなるが、初代大統領フランソワ・トンバルバイにより投獄された。1975年4月13日に軍事クーデターが発生し、トンバルバイが殺害されると、マルームは軍によって救出された。このクーデターにより軍事政権として「最高軍事評議会」が樹立され、クーデター2日後の4月15日、マルームは軍の支持を受け、国家元首である最高軍事評議会議長、および首相に就任した。
マルームは反政府勢力チャド民族解放戦線(FROLINAT)との和平を進めたが、FROLINATから分離したもう1つの反政府勢力北部軍(FAN)との戦闘は続いた。FANはリビアの支援を受けており、チャドの北部地域を制圧。1978年8月、マルームはやむなく、FAN指導者のイッセン・ハブレを首相に据えることでFANを政権内に取り込み、また自身も大統領に就任した。
だが翌1979年からはマルーム派とハブレ派の抗争が繰り返された。ハブレ派が優勢を保ったが、ナイジェリアなど周辺諸国の仲介で両者は停戦。1979年3月23日にマルームは大統領を辞任し、その代わりにマルームはナイジェリアへ政治亡命することが許された。そのハブレもイドリス・デビによるクーデターで政権が崩壊し、デビ政権下の2002年5月31日、マルームのチャドへの帰国が許された。その後は首都のンジャメナ市内に居住していたが2009年6月12日、療養先のフランスで逝去した。